# Nyköpingshus
Nyköpingshus ist eine mittelalterliche Burg im schwedischen Nyköping, die heute in Ruinen liegt.

## Geschichte

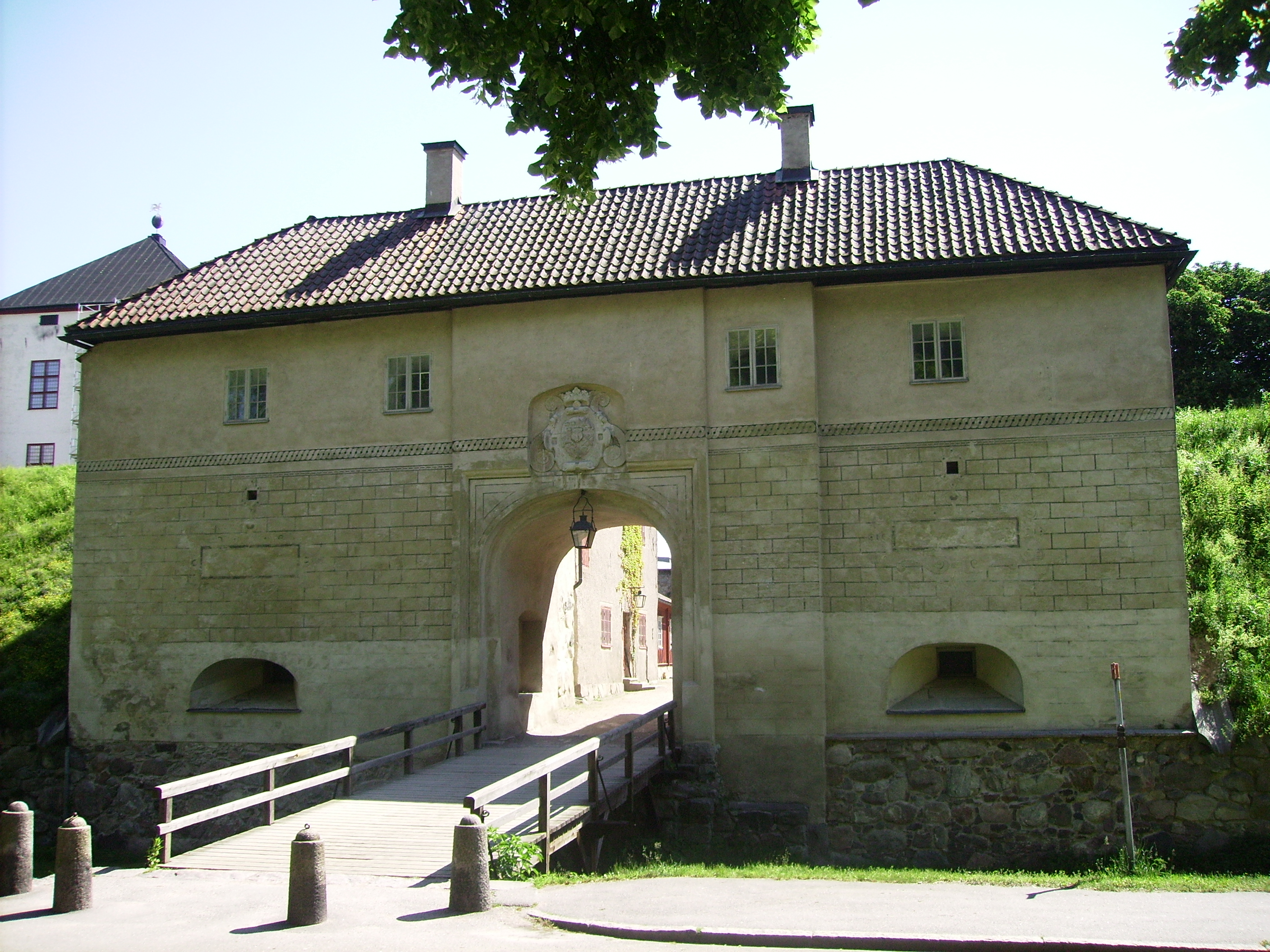
Großer Burgtor von Nyköpingshus

Im 12. Jahrhundert wurde ein Kastell in Nyköping errichtet, das im 13. Jahrhundert zu einer Burg ausgebaut wurde. Weitere Verbesserungen machten Nyköpingshus zu einer der stärksten Burgen im Reich. Am Beginn des 14. Jahrhunderts – im Machtkampf der Brüder Birger Magnusson, Erik und Valdemar Magnusson – war hier zuerst der König Birger eingekerkert. Einige Jahre später fand hier 1317 das sogenannte Gastmahl von Nyköping statt, bei dem Birger seine Brüder Erik und Valdemar gefangen nahm und im Kerker verhungern ließ. In Gefolge des Aufstandes nach deren Tod wurde die Burg 1318 zerstört.
Etwa fünfzig Jahre später wurde die Burg wieder aufgebaut, und in den nächsten Jahrhunderten wurden umfassende Um- und Zubauten vorgenommen. 
1574 wurde Nyköpinghus zur Residenz des Herzogs Karl, des späteren Königs Karl IX., der die Burg zu einem Renaissanceschloss umbauen ließ.

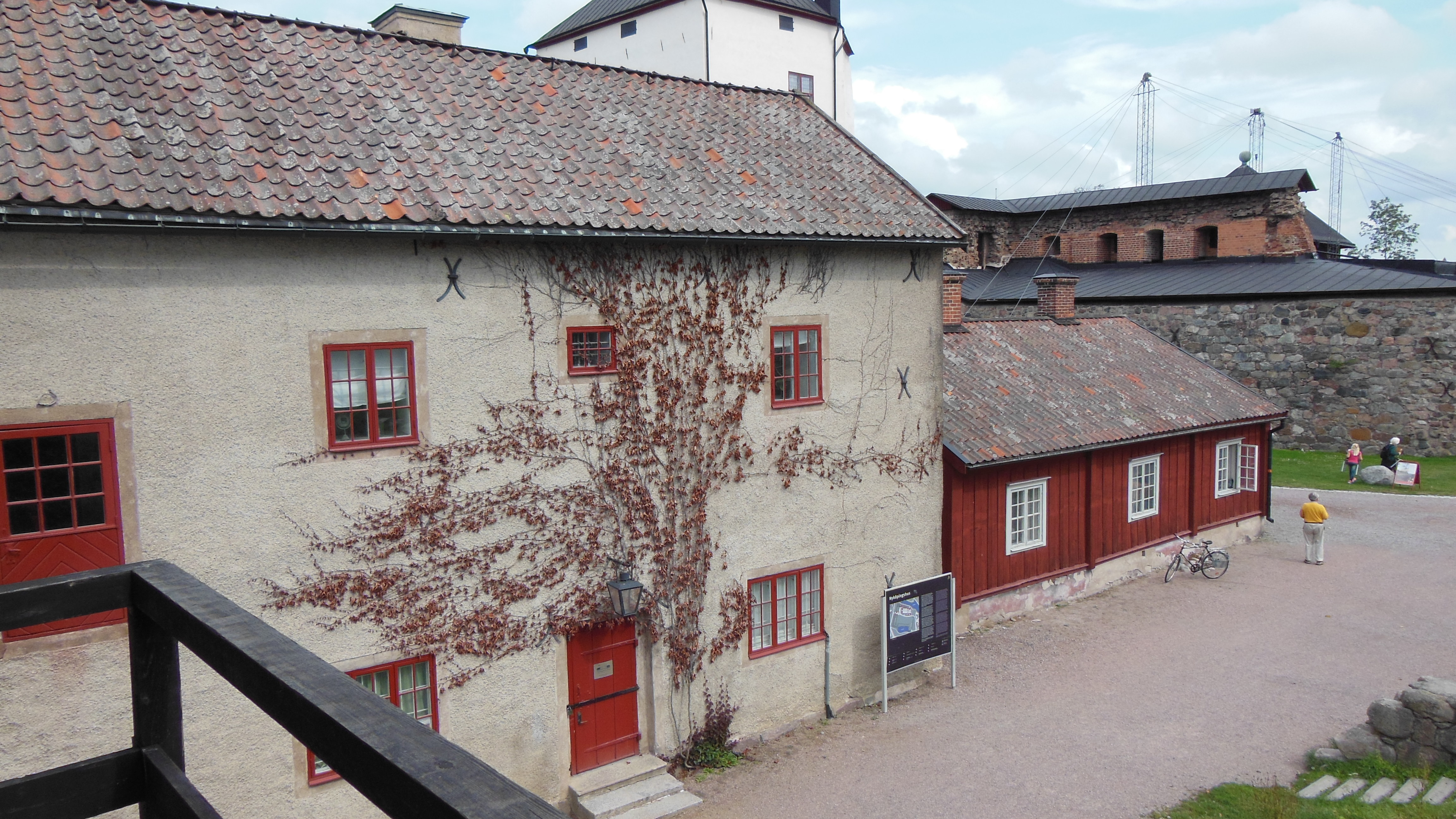
Die Burg Nyköpingshus in Nyköping mit dem Landesmuseum

In der Feuersbrunst von 1665, die große Teile der Stadt Nyköping erfasste, wurde auch das Schloss zerstört. Es wurde danach nicht wieder aufgebaut, aber innerhalb der Wälle wurde im 18. Jahrhundert eine Residenz für den Landshövding der Provinz errichtet. Später wurde die Anlage als Gefängnis genutzt.
Einige Teile der Burg wurden im 20. Jahrhundert wiederhergestellt und beherbergen heute Dauerausstellungen des Sörmlands Museum und ein Restaurant. Seit 1935 ist das Bauwerk als Byggnadsminne eingestuft.